# Anning
Pour les articles homonymes, voir Anning (homonymie).
Anning (chinois : 安宁市 ; pinyin : Ānníng shì) est une ville-district de la province du Yunnan en Chine. Elle est placée sous la juridiction administrative de la ville-préfecture de Kunming, capitale de la province, dont elle est située à une trentaine de kilomètres à l'ouest.

## Démographie
La population du district était de 248 166 habitants en 1999.

## Économie
La ville est le siège de l'entreprise sidérurgique Kunming Iron & Steel Holding.

## Patrimoine

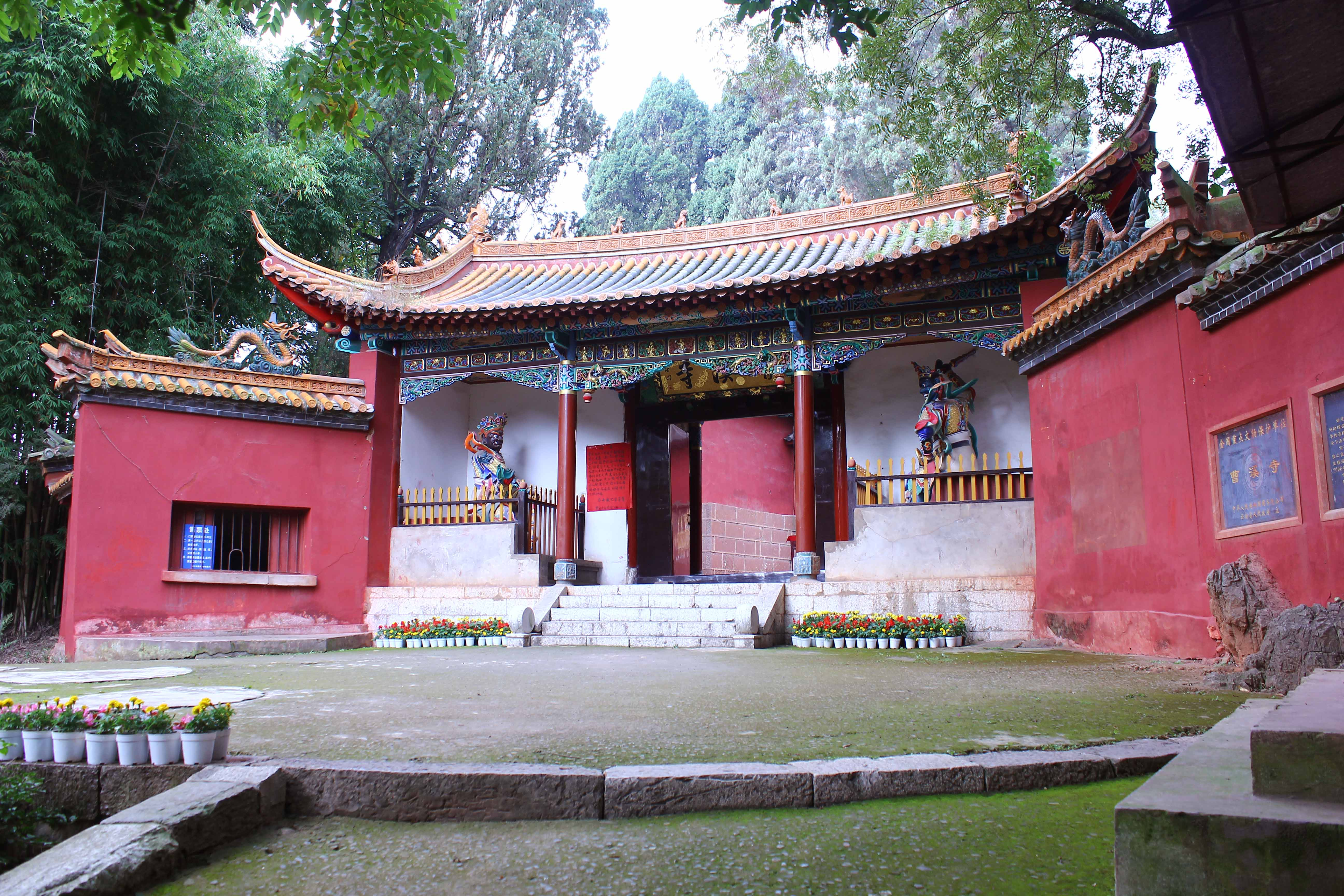
Temple Caoxi

Le temple Caoxi de Anning (曹溪寺), temple protégé dans la sixième liste des sites historiques et culturels majeurs protégés au niveau national, en 2006.